# 威尼斯梅斯特雷車站

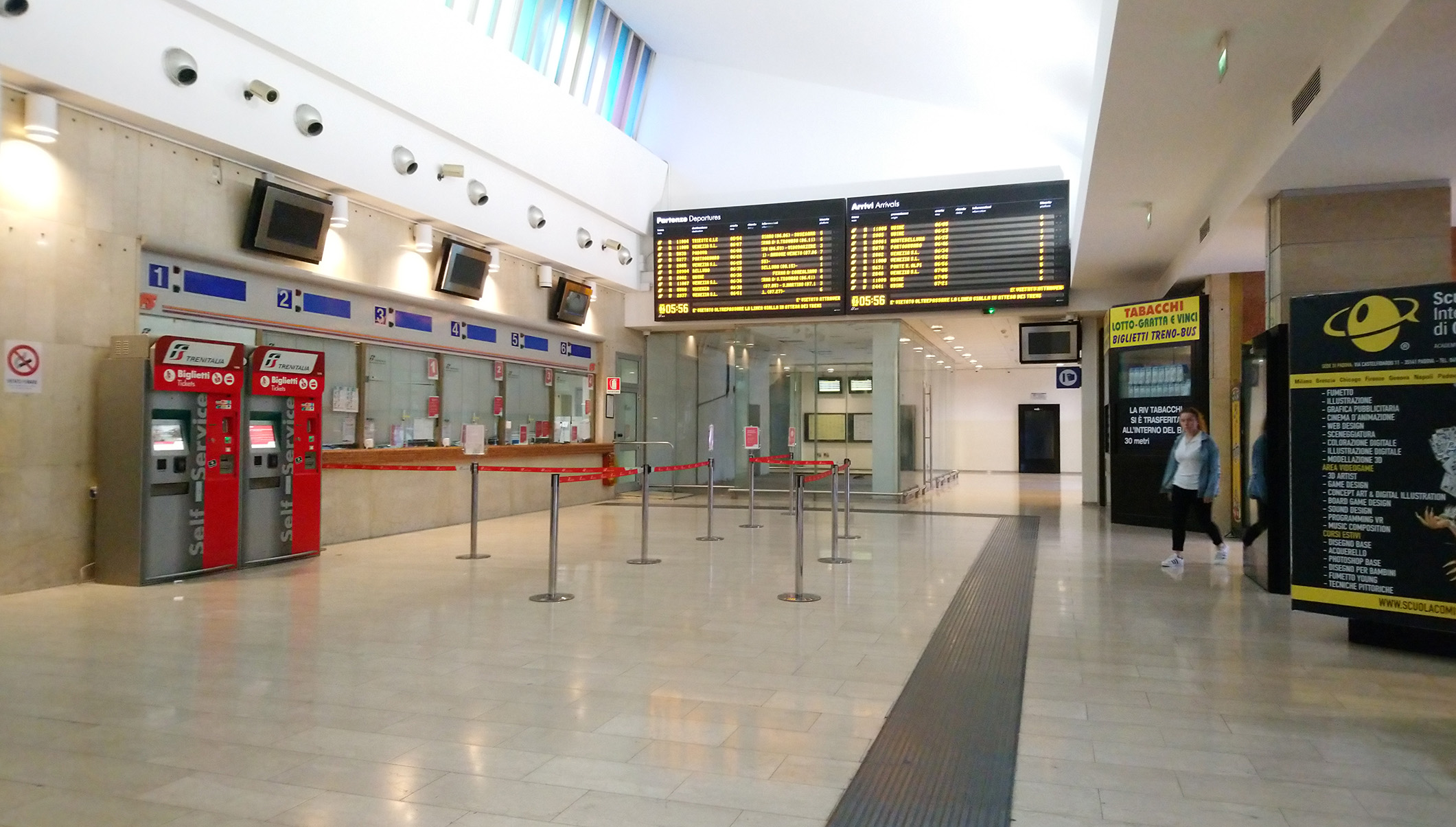
車站大廳

威尼斯梅斯特雷車站（義大利語：Stazione di Venezia Mestre）是位於義大利威尼斯梅斯特雷的鐵路車站，是威尼斯最重要的兩個火車站之一，開業於1842年，現在的車站建築於1963年5月落成。該站為威尼斯位於大陸地區的最後一站，列車通過此站後，即穿越解放橋，前往威尼斯聖路濟亞車站。